# Vanesa Šokčić
Vanesa Šokčić (serbisk kyrilliska: Ванеса Шокчић), född 10 januari 1968 i Belgrad, Socialistiska republiken Serbien, SFR Jugoslavien, är en serbisk folksångerska.

## Diskografi
- Vanesa (1985)
- Volim tvoja oka dva (1991)
- Nisu moje oči krive (1993)
- Plavi haos (1995)
- Plavo, plavo (1996)
- Minut po minut (1997)
- Novi milenijum (1999)
- Moja stvar (2004)